# Lernerwörterbuch
Ein Lernerwörterbuch ist ein spezielles Wörterbuch, welches das Erlernen der Muttersprache oder einer Fremdsprache erleichtern soll. Ziel ist es, im vermittelten Wortschatz (Auswahl und Erklärung) auch für didaktische Zwecke benutzbar zu sein.

## Beispiele
- Jean Dubois und andere: Dictionnaire du français contemporain. Paris 1967.
- A.S. Hornby (Hrsg.): Oxford Advanced Learner's Dictionary of Current English. 1995.
- D. Götz et al. (Hrsg.): Langenscheidts Großwörterbuch Deutsch als Fremdsprache. Berlin 1997.